# Gene Upshaw
Eugene Josiah Upshaw Jr. (Robstown, Texas, 15 de agosto de 1945 – Lago Tahoe, Califórnia, 20 de agosto de 2008), conhecido como "Uptown Gene" e "Highway 63", foi um jogador profissional de futebol americano que atuou pelo Oakland Raiders, da American Football League (AFL) e depois da National Football League (NFL). Ele ainda serviu como diretor da Associação de Jogadores da National Football League (ou NFLPA). Em 1987, Upshaw entrou para o Hall da Fama do futebol americano dos Estados Unidos. Ele é o único jogador da história da NFL a chegar ao Super Bowl em três diferentes décadas com o mesmo time.